# Jerónimo Nieto
Jerónimo Nieto González (Ávila, 30 de octubre de 1948) es un profesor y político español, en seis ocasiones diputado al Congreso.

## Biografía
Licenciado en Filosofía y Letras, se especializó en Historia. Profesor de enseñanza primaria y secundaria, se incorporó a la Federación de Trabajadores de la Enseñanza (FETE) de la Unión General de Trabajadores (UGT) y al Partido Socialista Obrero Español (PSOE) al inicio de la Transición política (1976). Fue miembro de la dirección confederal de FETE-UGT, coordinador del área de Educación de la dirección del PSOE y secretario general de la agrupación provincial del PSOE de Ávila. En las elecciones generales de 1982 obtuvo el escaño al Congreso de los Diputados por la circunscripción de Ávila, puesto que renovó en las siguientes cinco convocatorias electorales: 1986, 1989, 1993, 1996, y 2000. En su actividad como parlamentario estuvo siempre vinculado a la Comisión de Educación, además de ser suplente en la Diputación Permanente de la cámara en tres mandatos y vicepresidente segundo de la Comisión de Defensa en dos mandatos (1996-2004). Fue ponente en varios proyectos de ley, entre los que destacan en materia educativa el de la Ley Orgánica del Derecho a la Educación (LODE) y la Ley de Ordenación General del Sistema Educativo (LOGSE, 1990); también lo fue de la ley de Fundaciones (1994) y la ley que declaró reserva las Marismas de Santoña y Noja (1991, parque natural en 1992), entre otras. Fue vicepresidente de la delegación española en la Asamblea Parlamentaria de la Organización para la Seguridad y Cooperación en Europa (OSCE) en su calidad de vicepresidente de la Comisión de Defensa del Congreso.
Durante el primer mando como presidente del gobierno de José Luis Rodríguez Zapatero, fue nombrado delegado del Gobierno en Ceuta, cargo en el que cesó en 2006.